# Джрамбар
Джрамбар (арм. Ջրամբար) — село в Арагацотнской области Армении.

## География
Село расположено в восточной части марза, на южном берегу Апаранского водохранилища, на правом берегу реки Касах, на расстоянии 19 километров к северо-северо-востоку (NNE) от города Аштарак, административного центра области. Абсолютная высота — 1800 метров над уровнем моря.
Климат
Климат характеризуется как умеренно холодный, влажный (Dfa в классификации климатов Кёппена).

## Население
| Год переписи | Население          | Население          | Население          | Население            | Население            | Население            |
| Год переписи | Наличное население | Наличное население | Наличное население | Постоянное население | Постоянное население | Постоянное население |
| Год переписи | Всего              | Мужчины            | Женщины            | Всего                | Мужчины              | Женщины              |
| ------------ | ------------------ | ------------------ | ------------------ | -------------------- | -------------------- | -------------------- |
| 2001         | 120                | 48                 | 72                 | 215                  | 94                   | 121                  |
| 2011         | 143                | 68                 | 75                 | 146                  | 68                   | 78                   |